# Bonneville (Charente)
Bonneville ist eine Ortschaft und eine ehemalige französische Gemeinde mit 143 Einwohnern (Stand 1. Januar 2022) im Département Charente in der Region Nouvelle-Aquitaine (vor 2016 Poitou-Charentes); sie gehörte zum Arrondissement Cognac und zum Kanton Val de Nouère.
Mit Wirkung vom 1. Januar 2019 wurden die ehemaligen Gemeinden Auge-Saint-Médard, Anville, Bonneville und Montigné zur Commune nouvelle Val-d’Auge zusammengelegt und haben in der neuen Gemeinde den Status einer Commune déléguée. Der Verwaltungssitz befindet sich im Ort Auge-Saint-Médard.

## Geographie
Bonneville liegt etwa 34 Kilometer nordnordwestlich von Angoulême. Umgeben wird Bonneville von den Nachbarorten Auge-Saint-Médard im Westen und  Norden, Mons im Norden und Nordosten, Gourville im Osten und Süden sowie Montigné im Süden und Westen.

## Bevölkerungsentwicklung
| 1962                       | 1968 | 1975 | 1982 | 1990 | 1999 | 2006 | 2013 |
| -------------------------- | ---- | ---- | ---- | ---- | ---- | ---- | ---- |
| 210                        | 206  | 219  | 180  | 159  | 157  | 157  | 147  |
| Quellen: Cassini und INSEE |      |      |      |      |      |      |      |

## Sehenswürdigkeiten
- Kirche Saint-Clément aus dem 12. Jahrhundert, seit 1996 Monument historique

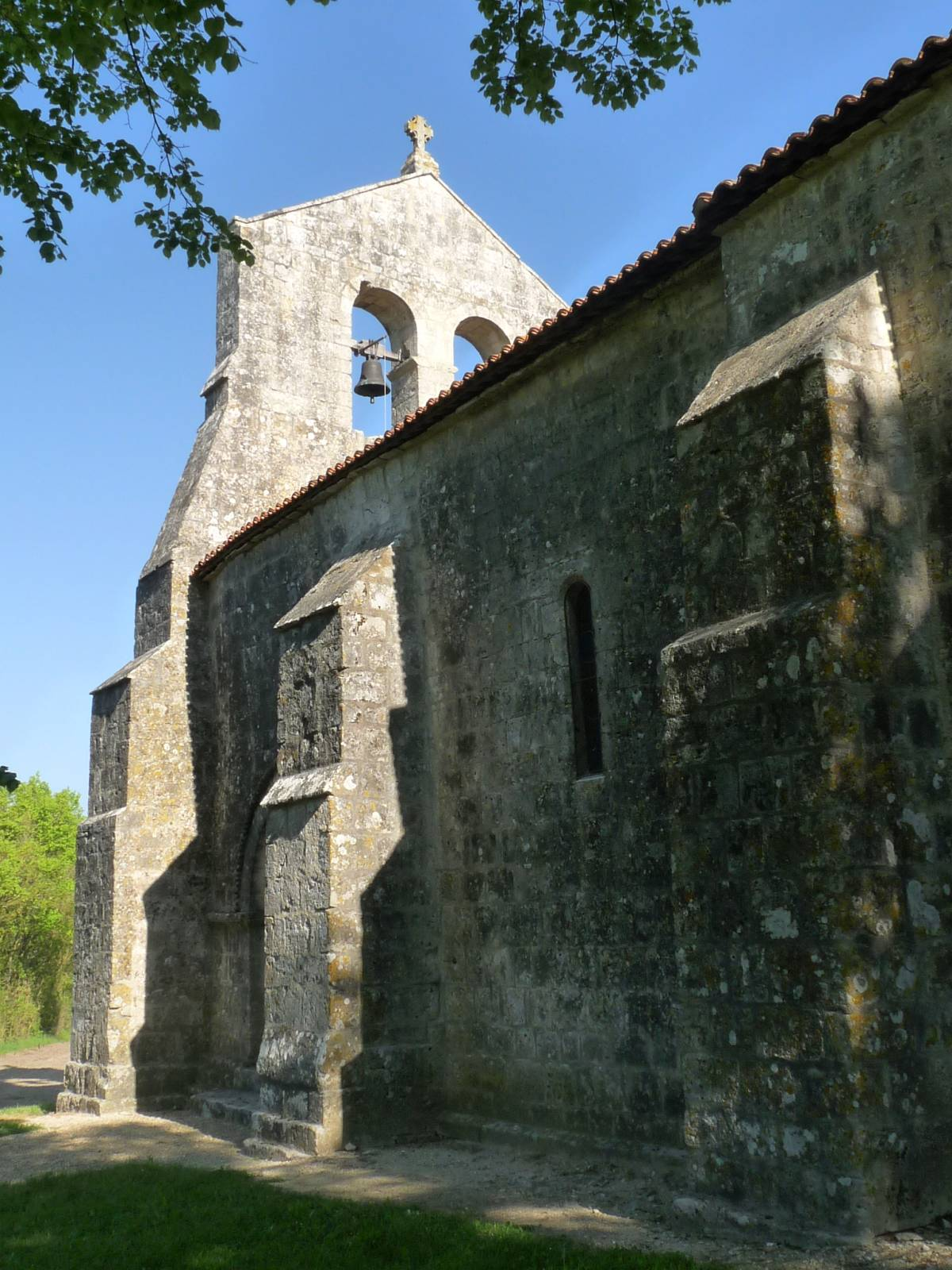
Kirche Saint-Clément